# Christos Arkoudas
Christos Arkoudas (* 13. Juni 1990 in Athen) ist ein griechischer Fußballspieler. Der Verteidiger spielte zuletzt bei PAS Lamia 1964.
Er begann seine Karriere 2007 beim Kallithea FC in der zweithöchsten griechischen Liga. 2008 wechselte er für ein Jahr zum Thiva FC und kehrte danach zu Kallithea zurück. 2012 ging er zu AEK Athen in die Super League, die höchste griechische Liga. In dieser Saison war Ewald Lienen Trainer bei AEK. Im Januar 2013 war ein Dopingtest bei Arkoudas positiv auf Stimulantien und er wurde für zehn Monate gesperrt. Am Ende der Spielzeit musste AEK Insolvenz anmelden und Arkoudas wechselte zum Super-League-Konkurrenten Atromitos Athen, wo er aber nicht zum Einsatz kam. 2014 ging er wieder in die zweite Liga zu Lamia.